# Paula Szalit
Paulina Szalitówna, plus connue sous le nom de Paula Szalit, née le 5 novembre 1886 à Drohobytch et morte en 1942 à Kulparków, est une pianiste et compositrice polonaise.